# Pfarrkirche Neulengbach

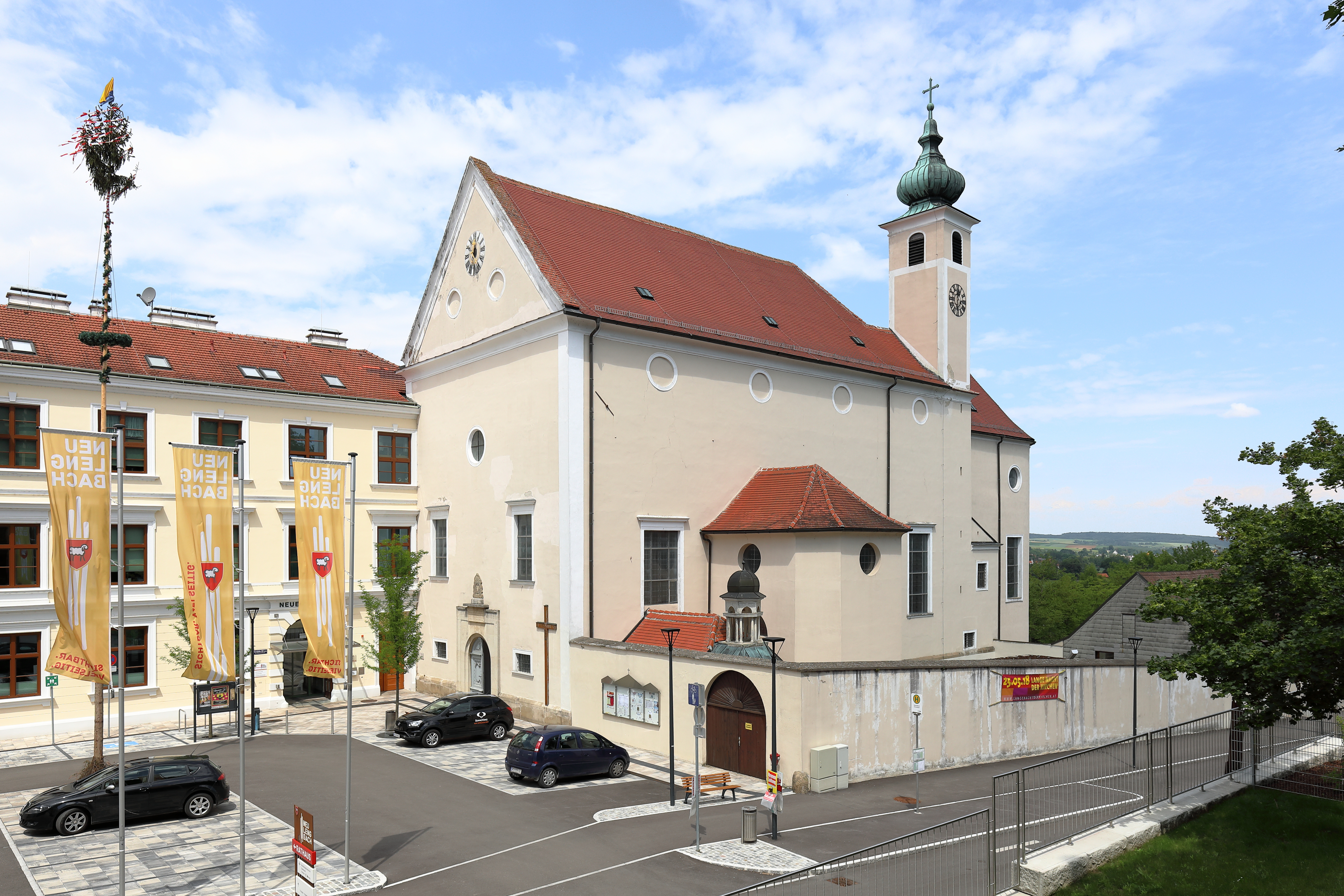
Katholische Pfarrkirche Allerheiligste Dreifaltigkeit in Neulengbach

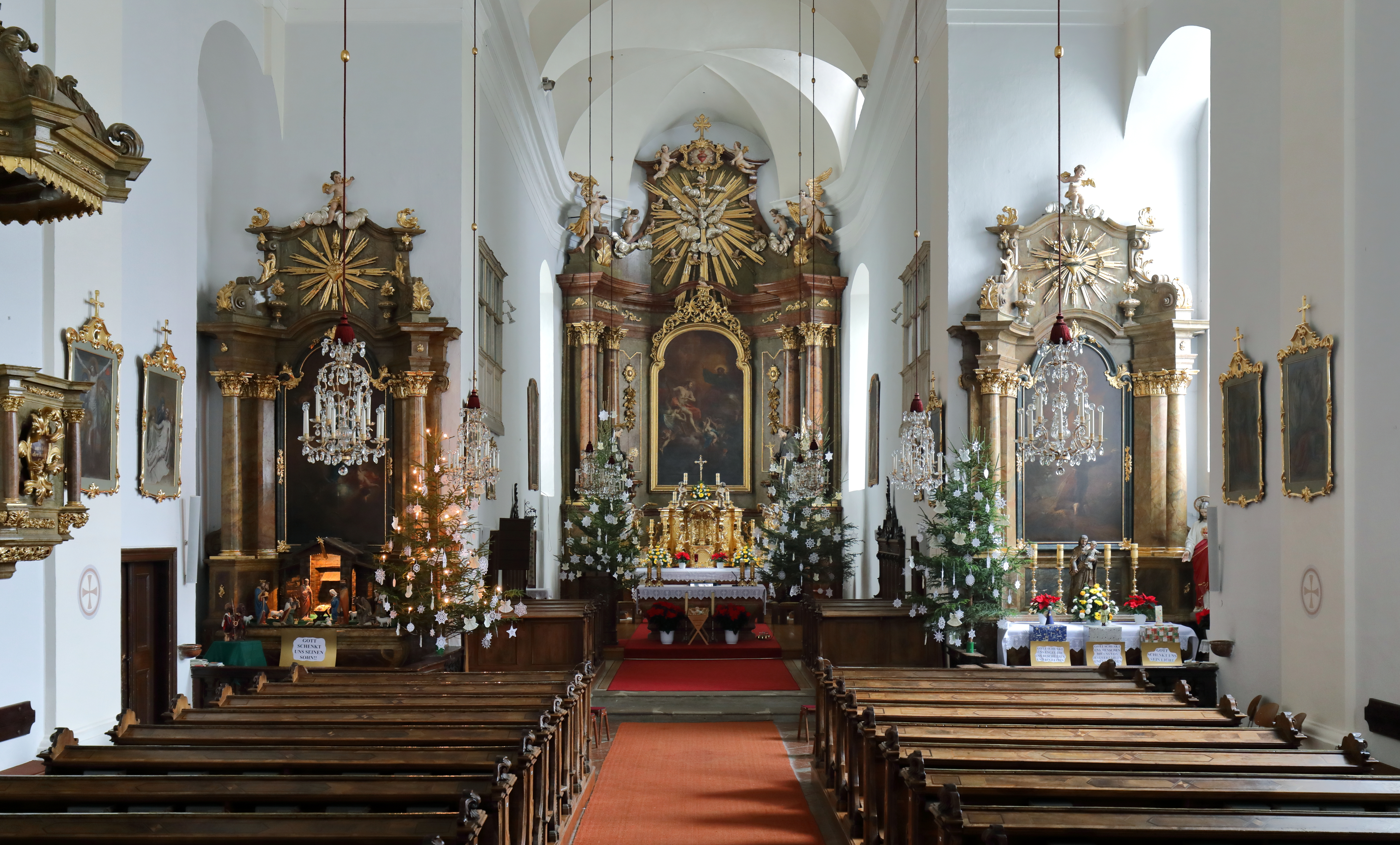
Ansicht vom Langhaus zum Altar

Die römisch-katholische Pfarrkirche Neulengbach steht in der Stadtgemeinde Neulengbach im Bezirk St. Pölten-Land in Niederösterreich. Die dem Patrozinium Allerheiligste Dreifaltigkeit unterstellte Pfarrkirche gehört zum Dekanat Neulengbach in der Diözese St. Pölten. Die Kirche und der Friedhof stehen unter Denkmalschutz (Listeneintrag).

## Geschichte
Durch eine testamentarische Stiftung des 1622 verstorbenen Johann Eusebius Khuen von Belasy wurde 1623 in Neulengbach ein Franziskanerkloster gegründet. Der von 1623 bis 1627 erbaute frühbarocke Kirchenbau erhielt um 1735 ostseitig am Langhaus Anbauten, eine Antoniuskapelle und eine Heilig-Grab-Kapelle. Nach Bränden 1689 und 1779 wurde die Klosterkirche wiederhergestellt.
Im Jahr 1786 wurde das Kloster aufgehoben und die Kirche entweiht; geplant war eine Nutzung als Baumwoll- und Strumpffabrik. Stattdessen wurde jedoch die ehemalige Klosterkirche 1789 an Stelle der bisherigen, dann 1791 abgetragenen Pfarrkirche St. Nikolaus zur Pfarrkirche geweiht.
1995 wurde die Kirche restauriert.

## Architektur

### Gebäude

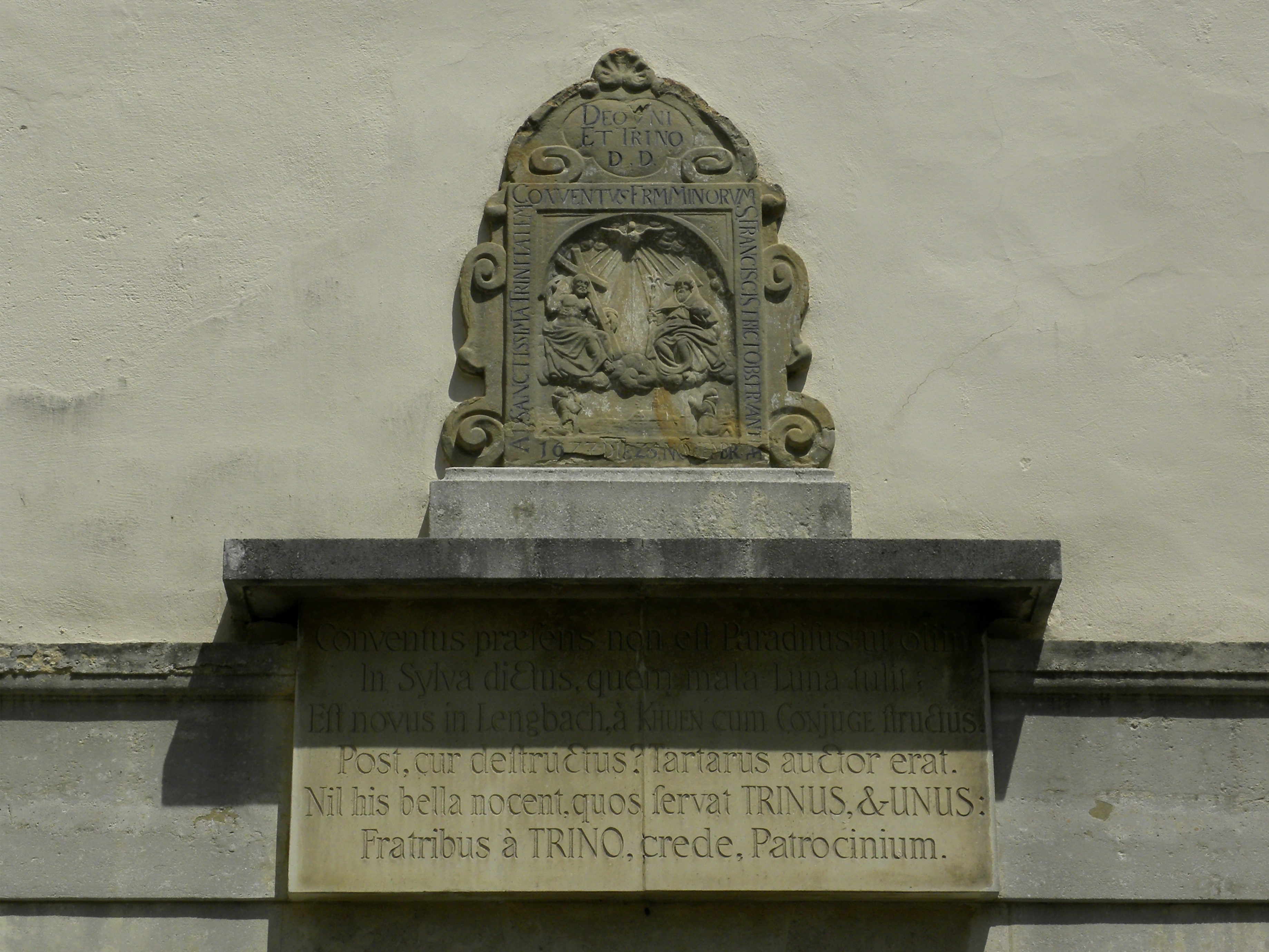
Portal mit Bezug auf Kloster St. Maria in Paradyso

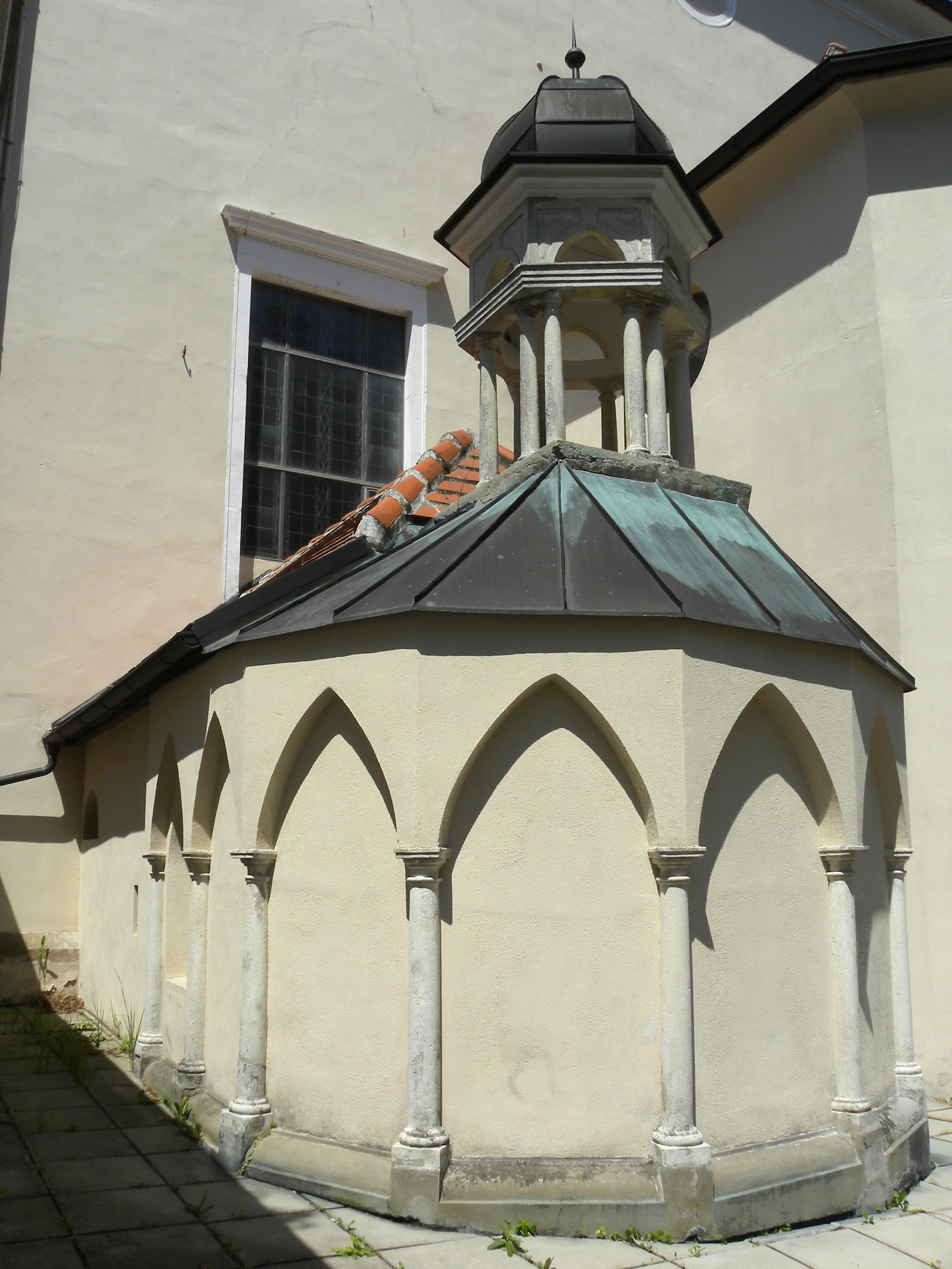
Anbau der Heilig-Grab-Kapelle

Der frühbarocke Saalbau mit einem langgestreckten eingezogenen rund schließenden Chor hat im südlichen Chorwinkel eine schlanken kleinen Turm mit Zwiebelhelm, dem Schema der gotischen Bettelordenskirchen folgend. Das schmale hohe Langhaus trägt ein Satteldach, die Fronten sind glatt mit hohen rechteckigen Steingewändefenstern, über denen vermauerte Kreisfenster sitzen. 
Die Südfassade ist durch einen Dreiecksgiebel abgeschlossen; über dem Südportal befindet sich ein Relief von 1627 (Weiheinschrift), das die Heilige Dreifaltigkeit darstellt. 
Die Weiheinschrift nimmt Bezug auf das beim Riederberg 1529 zerstörte Franziskanerkloster Sancta Maria in Paradyso, denn es heißt: "Der gegenwärtige Konvent ist nicht das Paradies, wie er einst im Wald genannt wurde, welchen ein schlechtes Schicksal weggerissen hat (…)".
Im Norden erhebt sich über einer hohen Futtermauer der Chor; im Westen schließt er an das ehemalige Klostergebäude an. Im Übergang zum Klostertrakt befindet sich die Sakristei. In einem Anbau an der Ostseite des Langhauses wurde eine Heiliggrab-Kapelle (nach Vorbild der Grabkapelle in Jerusalem) mit fünfseitigem Schluss, spitzbogigen Blendarkaden auf toskanischen Halbsäulchen und offener Laterne mit Zwiebelhaube errichtet. Ein weiterer Anbau aus der ersten Hälfte des 18. Jahrhunderts beherbergt eine Antoniuskapelle.

### Innenraum
Das Langhaus bildet einen hohen vierjochigen Saalraum mit seitlichen Nischen und trägt ein Stichkappengewölbe auf Pilastern und gekröpftem Gebälk. Im Süden erhebt sich die Mitte der ersten Hälfte des 18. Jahrhunderts errichtete, in der Mitte vorschwingende dreibogige Orgelempore.
Der Triumphbogen führt in den langgestreckten dreijochigen Chor, der geschärfte Kreuzgratgewölbe trägt. In den glatten Seitenwänden befinden sich zwei Oratorien. Von der Ostwand zweigen die erwähnte Antoniuskapelle sowie die Heilig-Grab-Kapelle, die seit 1889 eine Lourdesgrotte beherbergt, ab.

## Einrichtung
Die bemerkenswerte spätbarocke Einrichtung umfasst einen geschlossenen Altar-Prospekt mit drei Altarblättern von Martin Johann Schmidt 1768:
- Der in die Rundung der Apsis eingefügte Hochaltar besteht aus einem hohen Aufbau mit paarweisen Säulen und einem Volutengiebel. Das signierte und mit 1768 bezeichnete Altarblatt zeigt die Heilige Dreifaltigkeit. Es wird flankiert von Statuen der Heiligen Bernhardin von Siena und Johannes Capistran. Der Tabernakel ist mit Voluten und anbetenden Engelsfiguren reich geschmückt. Der Altarauszug zeigt den Heiligen Geist in Gestalt einer Taube im Strahlenkranz, flankiert von Engelsfiguren.
- Die beiden einander entsprechenden Seitenaltäre wiederholen in vereinfachter Form das Schema des Hauptaltars. Sie sind von hölzernen Kommuniongittern in Form von Balustraden umgeben. Das linke Altarbild zeigt Maria Immaculata, das rechte die Stigmatisation des heiligen Franziskus; beide sind signiert M. J. Schmidt 1768.

Die Kanzel aus dem Ende des 17. Jahrhunderts wird aus einem fünfseitigen Korb mit Ecksäulchen und dem darüber angebrachten kuppelförmigen Schalldeckel mit Akanthusvoluten und einer Laterne mit Ecksäulchen gebildet.

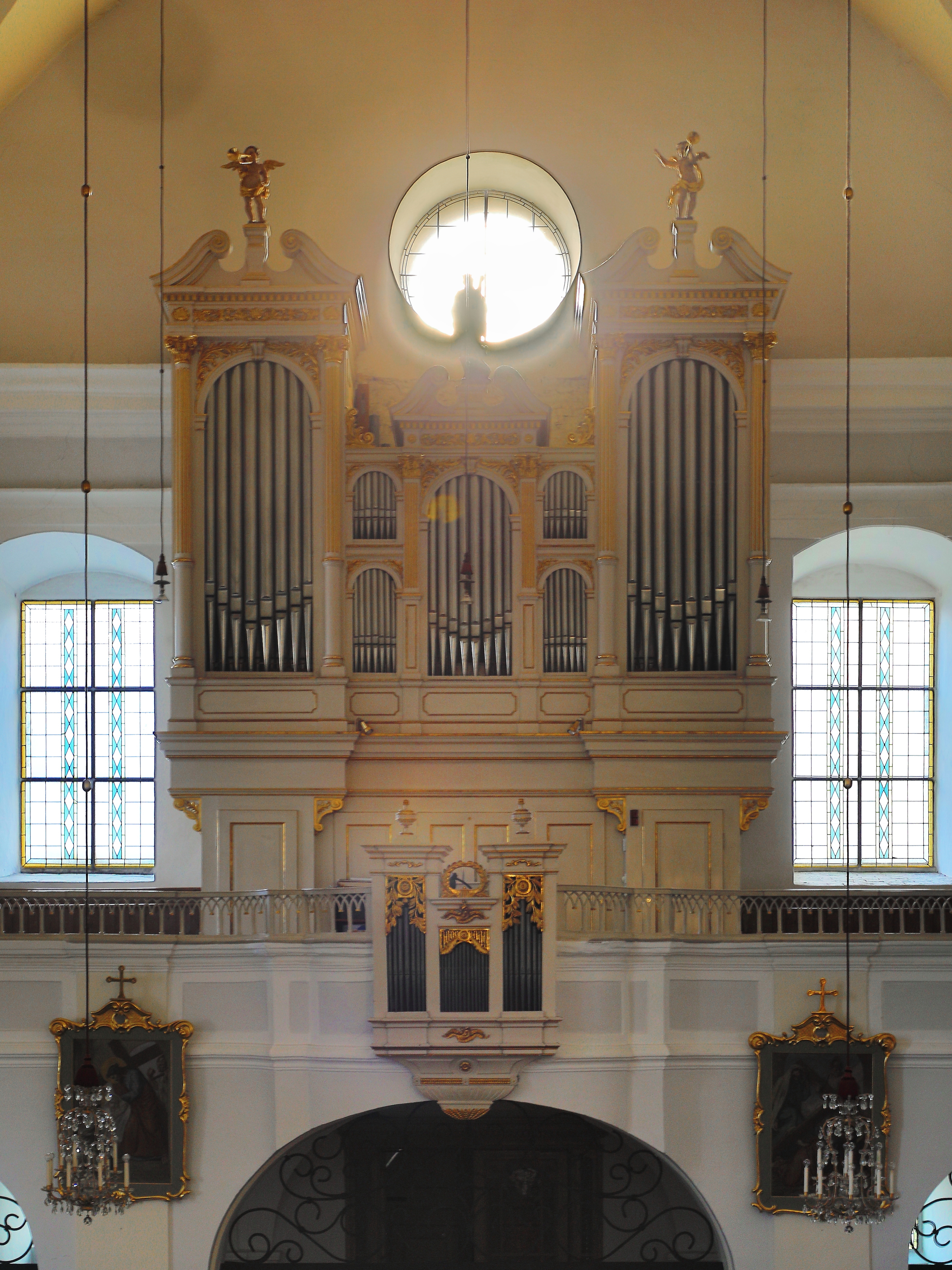
Orgel; anlässlich des 50-jährigen Regierungsjubiläums von Kaiser Franz Joseph I. von der Sparkasse Neulengbach gestiftet.

Die weitere Einrichtung umfasst Statuen der Heiligen Florian und Sebastian sowie Christus Salvator (18. Jahrhundert), ein kelchförmiges frühbarockes (17. Jahrhundert) Taufbecken, einen Weihwasserkessel aus Kupfer (bezeichnet 1615) aus der ehemaligen Pfarrkirche St. Nikolaus, Leinwandgemälde Auferstehung und Anbetung der Könige (erste Hälfte des 18. Jahrhunderts), Kirchenbänke mit intarsierten Wangen (drittes Viertel des 18. Jahrhunderts) sowie ein Chorgestühl von 1905.
Die Orgel ist in ein Gehäuse in Formen der Neorenaissance eingebaut; sie wurde 1898 von Johann M. Kauffmann errichtet.
In der Antoniuskapelle bilden barocke Altäre aus dem zweiten Drittel des 18. Jahrhunderts ein Ensemble mit zwei Beichtstühlen.
Die Glocken stammen von Gottfried Bard (1731) sowie Franz Josef Scheichel (1775 und 1779).